# آرنو بلترام
آرنو بلترام (فرانسوی: Arnaud Beltrame‎; ۱۸ آوریل ۱۹۷۳ – ۲۴ مارس ۲۰۱۸) یک سرهنگ ژاندارمری فرانسه بود. وی همچنین برندهٔ جوایزی همچون لژیون دونور (فرمانده) شده‌است. او در جریان حملات کارکاسون و تربس، یک سری حمله مسلحانه یک اسلامگرای افراطی به سوپرمارکتی در شهر ترب، داوطلب شد که جایش را با یک گروگان زن عوض کند ولی جابجایی در درگیری‌های پس از آن کشته‌شد. او در داخل سوپرمارکت به‌طور پنهانی تلفن همراه خود را روشن نگه داشت که به عملیات پلیس در پایان دادن به گروگان‌گیری کمک کرد. در این عملیات ۳ نفر به قتل رسیدند. امانوئل مکرون رئیس جمهور فرانسه در مورد او گفت وی سزاوار " احترام و تحسین کل ملت " است.